# Pino Greco
Pour les articles homonymes, voir Greco.
Giuseppe « Pino » Greco, né le 4 janvier 1952 à Ciaculli et mort assassiné en septembre 1985 dans la même ville était le membre le plus violent de la famille mafieuse Greco (ou clan Ciaculli), allié des corléonais de Toto Riina, et tua entre 58 et 300 personnes, essentiellement pendant la deuxième guerre de la mafia (1978-1982).

## Biographie
Pino Greco lui-même devient membre de la commission en 1979. Il portait le surnom de « petit soulier », sans doute en souvenir de son père, lui-même surnommé « soulier ».
Pino Greco est particulièrement connu pour avoir été un des assassins les plus violents de la Deuxième guerre de la mafia (entre la cosca dei corleonesi et ses alliés et les autres familles de la Mafia palermitaine). 
Il a notamment à son actif les meurtres de : Stefano Bontate, Salvatore Inzerillo, Leonardo Vitale et Pippo Calderone, Pio La Torre et probablement celui du général Dalla Chiesa en 1982.
Les meurtres commis par les corléonais et Pino Greco eurent un effet imprévus : l'apparition du phénomène des repentis. L'ampleur des exécutions (des centaines) était telle que beaucoup cherchèrent un accord avec la justice en échange de leurs témoignages, lesquels mèneront au maxi-procès de la Mafia. Ainsi, parmi les rescapés, Salvatore Contorno, proche de Bontate, met sa famille à l'abri et conscient de la violence de ses adversaires, préfère devenir « pentito » (repenti), se plaçant ainsi sous la protection de l'Etat italien. Il se savait directement être le suivant sur la liste après son chef.
Pino Greco fut condamné par contumace pour 58 meurtres lors du maxi-procès de la Mafia, meurtres commis pour la plupart au début des années 1980, mais est suspecté d'une vingtaine d'autres voire de 300 au total.
La condamnation par contumace de Pino Greco au maxi-procès est en réalité postérieure à son assassinat, mais à cette date celui-ci n'était pas encore officiel.

## Mort
En septembre 1985, Greco est assassiné à son domicile par deux de ses supposés amis mafieux, Vincenzo Puccio et Giuseppe Lucchese, sur l'ordre de Toto Riina, qui considère que Greco devient trop ambitieux et indépendant. Puccio est capturé l'année suivante pour un autre assassinat et est lui-même assassiné dans sa cellule en 1989. Lucchese est capturé en 1990 et emprisonné pour d'autres meurtres. 
Afin de retarder et affaiblir les réactions des disciples de Michele Greco, chef de ses alliés Ciaculli, Riina cache le meurtre, et fait dissoudre le corps dans l'acide, faisant croire que Pino Greco avait fui aux États-Unis. Les rumeurs sur la mort de Greco apparaissent en 1988 (après sa condamnation par contumace au maxi-procès), et sont confirmées aux autorités par un informateur, Francesco Marino Mannoia, l'année suivante. Agostino Marino Mannoia, le frère de Francesco était en effet présent lors du meurtre de Pino.
Un autre informateur de justice, ancien ami de Pino Greco, Salvatore Cancemi, a déclaré par la suite aux enquêteurs que peu de temps après la mort de Greco, Riina lui avait expliqué : « Vous savez que nous avons trouvé la médecine pour les fous... Nous avons tué "petit soulier", il était devenu fou »
L'élimination de Greco fut le premier de plusieurs autres assassinats ordonnés par Toto Riina pour affaiblir le clan allié des Ciaculli.